# Liste des planètes mineures non numérotées découvertes en juin 2024
Pour un article plus général, voir Liste des planètes mineures non numérotées découvertes en 2024.
Pour un article plus général, voir Liste des planètes mineures.
Cet article dresse la liste des planètes mineures (astéroïdes, centaures, objets transneptuniens et assimilés) non numérotées découvertes en juin 2024 dans l'ordre de leur découverte.
Au 15 janvier 2025, 661 077 des 1 434 993 planètes mineures répertoriées par le Centre des planètes mineures ne sont pas encore numérotées, soit 46,07 %.

## Rappel concernant la désignation provisoire
La désignation provisoire indique l'ordre de découverte de ces objets. En effet, cette désignation est composée de l'année de découverte (par exemple 2024) suivie de la quinzaine (demi-mois) de découverte (p.e. A = 1-15 janvier) puis de l'ordre de découverte dans cette quinzaine. Cet ordre est indiqué par une lettre et éventuellement un chiffre comme suit : A pour la première découverte, B pour la deuxième, ..., Z pour la 25e (le I n'est pas utilisé pour éviter la confusion avec 1), A1 pour la 26e, B1 pour la 27e, etc. , Z1 pour la 50e, A2 pour la 51e, B2 pour la 52e, etc. L'ordre de la numérotation ne suit donc pas l'ordre alphanumérique. 2024 AA1 suit ainsi 2024 AZ et précède 2024 AB1.

## Liste

### Du1erau 15 juin 2024
- 2024 LA
- 2024 LB
- 2024 LC
- 2024 LD
- 2024 LF
- 2024 LG
- 2024 LH
- 2024 LJ
- 2024 LK
- 2024 LL
- 2024 LM
- 2024 LN
- 2024 LO
- 2024 LP
- 2024 LQ
- 2024 LR
- 2024 LS
- 2024 LT
- 2024 LU
- 2024 LV
- 2024 LW
- 2024 LX
- 2024 LY
- 2024 LZ
- 2024 LA1
- 2024 LB1
- 2024 LC1
- 2024 LD1
- 2024 LE1
- 2024 LF1
- 2024 LG1
- 2024 LH1
- 2024 LJ1
- 2024 LK1
- 2024 LL1
- 2024 LM1
- 2024 LN1
- 2024 LO1
- 2024 LP1
- 2024 LQ1
- 2024 LR1
- 2024 LT1
- 2024 LU1
- 2024 LW1
- 2024 LX1
- 2024 LY1
- 2024 LZ1
- 2024 LA2
- 2024 LB2
- 2024 LC2
- 2024 LD2
- 2024 LE2
- 2024 LF2
- 2024 LG2
- 2024 LH2
- 2024 LJ2
- 2024 LK2
- 2024 LL2
- 2024 LN2
- 2024 LO2
- 2024 LP2
- 2024 LQ2
- 2024 LR2
- 2024 LS2
- 2024 LT2
- 2024 LU2
- 2024 LV2
- 2024 LW2
- 2024 LX2
- 2024 LY2
- 2024 LZ2
- 2024 LA3
- 2024 LB3
- 2024 LC3
- 2024 LD3
- 2024 LE3
- 2024 LF3
- 2024 LG3
- 2024 LH3
- 2024 LJ3
- 2024 LK3
- 2024 LL3
- 2024 LM3
- 2024 LN3
- 2024 LO3
- 2024 LP3
- 2024 LQ3
- 2024 LR3
- 2024 LS3
- 2024 LT3
- 2024 LU3
- 2024 LV3
- 2024 LW3
- 2024 LY3
- 2024 LZ3
- 2024 LA4
- 2024 LB4
- 2024 LC4
- 2024 LD4
- 2024 LE4
- 2024 LF4
- 2024 LG4
- 2024 LH4
- 2024 LJ4
- 2024 LK4
- 2024 LL4
- 2024 LM4
- 2024 LN4
- 2024 LO4
- 2024 LP4
- 2024 LR4
- 2024 LS4
- 2024 LT4
- 2024 LU4
- 2024 LV4
- 2024 LW4
- 2024 LX4
- 2024 LY4
- 2024 LZ4
- 2024 LA5
- 2024 LB5
- 2024 LC5
- 2024 LD5
- 2024 LF5
- 2024 LG5
- 2024 LH5
- 2024 LJ5
- 2024 LK5
- 2024 LL5
- 2024 LM5
- 2024 LN5
- 2024 LO5
- 2024 LP5
- 2024 LQ5
- 2024 LR5
- 2024 LS5
- 2024 LU5
- 2024 LV5
- 2024 LW5
- 2024 LX5
- 2024 LY5
- 2024 LZ5
- 2024 LA6
- 2024 LB6
- 2024 LC6
- 2024 LD6
- 2024 LE6
- 2024 LF6
- 2024 LG6
- 2024 LH6
- 2024 LJ6
- 2024 LK6
- 2024 LL6
- 2024 LM6
- 2024 LO6
- 2024 LP6
- 2024 LQ6
- 2024 LR6
- 2024 LS6
- 2024 LT6
- 2024 LU6
- 2024 LV6
- 2024 LX6
- 2024 LZ6
- 2024 LA7
- 2024 LB7
- 2024 LD7
- 2024 LE7
- 2024 LG7
- 2024 LH7
- 2024 LJ7
- 2024 LK7
- 2024 LL7
- 2024 LM7
- 2024 LO7
- 2024 LP7
- 2024 LQ7
- 2024 LR7
- 2024 LS7
- 2024 LT7
- 2024 LU7
- 2024 LV7
- 2024 LW7
- 2024 LY7
- 2024 LZ7
- 2024 LA8
- 2024 LB8
- 2024 LC8
- 2024 LD8
- 2024 LE8
- 2024 LF8
- 2024 LG8
- 2024 LH8
- 2024 LJ8
- 2024 LK8
- 2024 LL8
- 2024 LM8
- 2024 LN8
- 2024 LO8
- 2024 LP8
- 2024 LQ8
- 2024 LR8
- 2024 LS8
- 2024 LU8
- 2024 LV8
- 2024 LW8
- 2024 LX8
- 2024 LY8
- 2024 LZ8
- 2024 LA9
- 2024 LB9
- 2024 LC9
- 2024 LD9
- 2024 LE9
- 2024 LF9
- 2024 LG9
- 2024 LH9
- 2024 LJ9
- 2024 LK9
- 2024 LL9
- 2024 LM9
- 2024 LN9
- 2024 LO9
- 2024 LP9
- 2024 LQ9
- 2024 LR9
- 2024 LS9
- 2024 LT9
- 2024 LU9
- 2024 LV9
- 2024 LW9
- 2024 LX9
- 2024 LY9
- 2024 LZ9
- 2024 LA10
- 2024 LB10
- 2024 LC10
- 2024 LD10
- 2024 LE10
- 2024 LF10
- 2024 LG10
- 2024 LH10
- 2024 LJ10
- 2024 LK10
- 2024 LM10
- 2024 LN10
- 2024 LO10
- 2024 LP10
- 2024 LQ10
- 2024 LR10
- 2024 LS10
- 2024 LU10
- 2024 LV10
- 2024 LW10
- 2024 LX10
- 2024 LY10
- 2024 LA11
- 2024 LB11
- 2024 LC11
- 2024 LD11
- 2024 LE11
- 2024 LF11
- 2024 LG11
- 2024 LH11
- 2024 LJ11
- 2024 LK11
- 2024 LL11
- 2024 LM11
- 2024 LN11
- 2024 LO11
- 2024 LP11
- 2024 LQ11
- 2024 LR11
- 2024 LS11
- 2024 LT11
- 2024 LU11
- 2024 LV11
- 2024 LW11
- 2024 LX11
- 2024 LY11
- 2024 LZ11
- 2024 LB12
- 2024 LC12
- 2024 LD12
- 2024 LE12
- 2024 LF12
- 2024 LG12
- 2024 LH12
- 2024 LJ12
- 2024 LK12
- 2024 LL12
- 2024 LM12
- 2024 LN12
- 2024 LO12
- 2024 LP12
- 2024 LQ12
- 2024 LR12
- 2024 LS12
- 2024 LU12
- 2024 LV12
- 2024 LW12
- 2024 LX12
- 2024 LY12
- 2024 LZ12
- 2024 LA13
- 2024 LB13
- 2024 LC13
- 2024 LD13
- 2024 LE13
- 2024 LH13
- 2024 LJ13
- 2024 LK13
- 2024 LL13
- 2024 LM13
- 2024 LO13
- 2024 LQ13
- 2024 LR13
- 2024 LS13
- 2024 LT13
- 2024 LU13
- 2024 LV13
- 2024 LW13
- 2024 LX13
- 2024 LY13
- 2024 LZ13
- 2024 LB14
- 2024 LC14
- 2024 LD14
- 2024 LF14
- 2024 LG14
- 2024 LH14
- 2024 LJ14
- 2024 LK14
- 2024 LL14
- 2024 LN14
- 2024 LO14
- 2024 LP14
- 2024 LQ14
- 2024 LR14
- 2024 LS14
- 2024 LT14
- 2024 LU14
- 2024 LV14
- 2024 LW14
- 2024 LX14
- 2024 LY14
- 2024 LZ14
- 2024 LA15
- 2024 LB15
- 2024 LD15
- 2024 LF15
- 2024 LG15
- 2024 LH15
- 2024 LJ15
- 2024 LK15
- 2024 LM15
- 2024 LN15
- 2024 LO15
- 2024 LP15
- 2024 LR15
- 2024 LS15
- 2024 LT15
- 2024 LU15
- 2024 LV15
- 2024 LX15
- 2024 LY15
- 2024 LZ15
- 2024 LA16
- 2024 LB16
- 2024 LC16
- 2024 LE16
- 2024 LF16
- 2024 LG16
- 2024 LH16
- 2024 LJ16
- 2024 LK16
- 2024 LL16
- 2024 LM16
- 2024 LN16
- 2024 LO16
- 2024 LP16
- 2024 LQ16
- 2024 LR16
- 2024 LS16
- 2024 LT16
- 2024 LU16
- 2024 LV16
- 2024 LW16
- 2024 LX16
- 2024 LY16
- 2024 LZ16
- 2024 LA17
- 2024 LB17
- 2024 LC17
- 2024 LD17
- 2024 LE17
- 2024 LF17
- 2024 LG17
- 2024 LH17
- 2024 LJ17
- 2024 LK17
- 2024 LL17
- 2024 LM17
- 2024 LN17
- 2024 LO17
- 2024 LP17
- 2024 LQ17
- 2024 LR17
- 2024 LS17
- 2024 LT17
- 2024 LU17
- 2024 LW17
- 2024 LX17
- 2024 LY17
- 2024 LZ17
- 2024 LA18
- 2024 LC18
- 2024 LD18
- 2024 LE18
- 2024 LF18
- 2024 LG18
- 2024 LJ18
- 2024 LK18
- 2024 LL18
- 2024 LM18
- 2024 LN18
- 2024 LO18
- 2024 LP18
- 2024 LQ18
- 2024 LR18
- 2024 LS18
- 2024 LT18
- 2024 LU18
- 2024 LV18
- 2024 LW18
- 2024 LX18
- 2024 LY18
- 2024 LZ18
- 2024 LB19
- 2024 LC19
- 2024 LD19
- 2024 LE19
- 2024 LF19
- 2024 LG19
- 2024 LH19
- 2024 LJ19
- 2024 LK19
- 2024 LM19
- 2024 LN19
- 2024 LO19
- 2024 LP19
- 2024 LQ19
- 2024 LR19

### Du 16 au 30 juin 2024
- 2024 MA
- 2024 MB
- 2024 MC
- 2024 MD
- 2024 ME
- 2024 MF
- 2024 MG
- 2024 MH
- 2024 MJ
- 2024 MK
- 2024 ML
- 2024 MM
- 2024 MN
- 2024 MO
- 2024 MP
- 2024 MQ
- 2024 MR
- 2024 MS
- 2024 MT
- 2024 MU
- 2024 MV
- 2024 MW
- 2024 MX
- 2024 MY
- 2024 MZ
- 2024 MA1
- 2024 MB1
- 2024 MC1
- 2024 MD1
- 2024 ME1
- 2024 MF1
- 2024 MG1
- 2024 MH1
- 2024 MJ1
- 2024 MK1
- 2024 ML1
- 2024 MM1
- 2024 MN1
- 2024 MO1
- 2024 MP1
- 2024 MQ1
- 2024 MR1
- 2024 MS1
- 2024 MT1
- 2024 MU1
- 2024 MV1
- 2024 MW1
- 2024 MX1
- 2024 MY1
- 2024 MZ1
- 2024 MA2
- 2024 MB2
- 2024 MC2
- 2024 MD2
- 2024 ME2
- 2024 MF2
- 2024 MG2
- 2024 MH2
- 2024 MJ2
- 2024 MK2
- 2024 ML2
- 2024 MM2
- 2024 MN2
- 2024 MO2
- 2024 MP2
- 2024 MQ2
- 2024 MR2
- 2024 MS2
- 2024 MT2
- 2024 MU2
- 2024 MV2
- 2024 MW2
- 2024 MX2
- 2024 MY2
- 2024 MZ2
- 2024 MB3
- 2024 MC3
- 2024 MD3
- 2024 ME3
- 2024 MF3
- 2024 MG3
- 2024 MH3
- 2024 MK3
- 2024 ML3
- 2024 MM3
- 2024 MN3
- 2024 MP3
- 2024 MQ3
- 2024 MR3
- 2024 MS3
- 2024 MT3
- 2024 MU3
- 2024 MV3
- 2024 MW3
- 2024 MX3
- 2024 MY3
- 2024 MZ3
- 2024 MA4
- 2024 MB4
- 2024 MC4
- 2024 MD4
- 2024 ME4
- 2024 MF4
- 2024 MG4
- 2024 MJ4
- 2024 MK4
- 2024 ML4
- 2024 MM4
- 2024 MN4
- 2024 MP4
- 2024 MT4
- 2024 MU4
- 2024 MV4
- 2024 MW4
- 2024 MX4
- 2024 MZ4
- 2024 MA5
- 2024 MB5
- 2024 ME5
- 2024 MF5
- 2024 MG5
- 2024 MH5
- 2024 MJ5
- 2024 MK5
- 2024 ML5
- 2024 MM5
- 2024 MN5
- 2024 MP5
- 2024 MQ5
- 2024 MR5
- 2024 MT5
- 2024 MU5
- 2024 MV5
- 2024 MW5
- 2024 MX5
- 2024 MY5
- 2024 MA6
- 2024 MB6
- 2024 MD6
- 2024 ME6
- 2024 MF6
- 2024 MG6
- 2024 MH6
- 2024 MJ6
- 2024 MK6
- 2024 ML6
- 2024 MM6
- 2024 MN6
- 2024 MO6
- 2024 MP6
- 2024 MQ6
- 2024 MR6
- 2024 MS6
- 2024 MT6
- 2024 MU6
- 2024 MV6
- 2024 MW6
- 2024 MX6
- 2024 MY6
- 2024 MZ6
- 2024 MA7
- 2024 MB7
- 2024 MC7
- 2024 MD7
- 2024 ME7
- 2024 MF7
- 2024 MG7
- 2024 MH7
- 2024 MJ7
- 2024 MK7
- 2024 ML7
- 2024 MM7
- 2024 MN7
- 2024 MO7
- 2024 MP7
- 2024 MQ7
- 2024 MR7
- 2024 MS7
- 2024 MT7
- 2024 MU7
- 2024 MV7
- 2024 MW7
- 2024 MX7
- 2024 MY7
- 2024 MZ7
- 2024 MA8
- 2024 MB8
- 2024 MD8
- 2024 ME8
- 2024 MF8
- 2024 MG8
- 2024 MH8
- 2024 MJ8
- 2024 MM8
- 2024 MN8
- 2024 MO8
- 2024 MP8
- 2024 MQ8
- 2024 MR8
- 2024 MS8
- 2024 MT8
- 2024 MU8
- 2024 MV8
- 2024 MW8
- 2024 MX8
- 2024 MY8
- 2024 MZ8
- 2024 MA9
- 2024 MB9
- 2024 MC9
- 2024 MD9
- 2024 ME9
- 2024 MF9
- 2024 MG9
- 2024 MH9
- 2024 MJ9
- 2024 MK9
- 2024 ML9
- 2024 MM9
- 2024 MN9
- 2024 MO9
- 2024 MP9
- 2024 MQ9
- 2024 MR9
- 2024 MS9
- 2024 MU9
- 2024 MV9
- 2024 MW9
- 2024 MX9
- 2024 MY9
- 2024 MZ9
- 2024 MA10
- 2024 MB10
- 2024 MC10
- 2024 MD10
- 2024 ME10
- 2024 MF10
- 2024 MG10
- 2024 MJ10
- 2024 MK10
- 2024 ML10
- 2024 MN10
- 2024 MO10
- 2024 MP10
- 2024 MQ10
- 2024 MR10
- 2024 MS10
- 2024 MT10
- 2024 MU10
- 2024 MV10
- 2024 MW10